# 애너하임 일렉트로닉스
애너하임 일렉트로닉스(영어: Anaheim Electronics, 일본어: アナハイム・エレクトロニクス)는 애니메이션 작품군 《건담 시리즈》 중 우주세기를 무대로 한 작품에 등장하는 가공의 기업이다. 1985년에 방영된 《기동전사 Z 건담》에서 처음으로 설정되었기 때문에 《기동전사 Z 건담》 이후의 시리즈에만 등장하고, 1979년에 방영된 《건담 시리즈》의 애니메이션 최초의 작품인 《기동전사 건담》에는 등장하지 않는다.

## 같이 보기
- 건담 시리즈